# Bob Lavoy
Bob Lavoy (29 de junho de 1926 — 18 de dezembro de 2010) foi um jogador norte-americano de basquete profissional que disputou quatro temporadas na National Basketball Association (NBA). Começou sua carreira universitária na Universidade de Illinois, onde não obteve muitas oportunidades e acabou sendo transferido para a Universidade Western Kentucky, onde jogou por três temporadas pelos Hilltoppers, obtendo médias de 14,7 pontos por jogo. Foi escolhido pelo Indianapolis Olympians na oitava escolha no draft de 1950. Em sua primeira temporada na NBA, em 1950–51, foi um dos jogadores mais destacados da equipe, obtendo médias de 8,3 pontos e 4,9 rebotes por jogo.